# Paulo César Gomes
Paulo César Gomes (Brasília, 4 de novembro de 1981) é historiador e doutor em História pela Universidade Federal do Rio de Janeiro. Foi professor da Universidade Federal Fluminense e publicou vários artigos acadêmicos, especialmente sobre a ditadura militar brasileira. Em 2014, lançou o livro Os Bispos Católicos e a Ditadura Militar Brasileira: a Visão da Espionagem (Record). Em 2019, após quatro anos de pesquisas, lançou o livro Liberdade Vigiada: as Relações entre a Ditadura Militar Brasileira e o Governo Francês – do Golpe à Anistia (Record), no qual trata sobre as relações entre Brasil e França no período que vai da deposição de João Goulart até o início do processo de abertura, no governo Geisel. Em 2019, o Instituto Tomie Ohtake publicou o catálogo da exposição AI-5 50 Anos: Ainda Não Terminou de Acabar, referente ao período da ditadura militar brasileira, com textos de Gomes e outros onze autores. Por este livro, ele ganhou em 2020 o Prêmio Jabuti na categoria "Artes". Em 2020, publicou o livro Abrindo trilhas: educação e tecnologia. Waldimir Pirró e Longo, uma vida a serviço da ciência e da tecnologia pelo progresso do Brasil (Eduff), primeiro volume do Selo Memória UFF.

Foi analista de pesquisa da Comissão Nacional da Verdade. É pesquisador vinculado ao Núcleo de Estudos Contemporâneos da Universidade Federal Fluminense, onde coordena o Grupo de Estudos História da Ditadura. É pesquisador do Grupo de Pesquisa Núcleo de História Oral e Memória da Universidade Federal do Rio de Janeiro. É membro do comitê executivo da rede de investigação Direitas, História e Memória, além de membro da Association pour la Recherche sur le Brésil en Europe, da Red Internacional de Estudios sobre Estados de Excepción y Terrorismo de Estado e da International Federation for Public History. 

É fundador e editor-chefe do site História da Ditadura. Atuou na criação e na coordenação do projeto História em Quarentena.